# Vasubandhu
Vasubandhu (pravděpodobně 4.–5. století) byl buddhistický učenec, nevlastní bratr Asangy, spoluzakladatel jógáčáry a autor Abhidharmakóši. Škola džódó šinšú jej považuje za druhého patriarchu, v zenovém buddhismu je považován za dvacátého prvního patriarchu. Poměrně často se o Vasubandhovi hovoří jako o dvou osobách.

## Život
Narodil se v Purušapuře (dnešní Péšávár), která tehdy patřila k území Gandháry. Měl se narodit rok poté, co se jeho starší nevlastní bratr Asanga stal buddhistickým mnichem. Nejprve studoval místní nauku vaibhášiků, poté se vydal do Kašmíru, aby tam prohloubil své nabyté znalosti o buddhismu. Podle tradičního podání pak po návratu domů celý večer vyprávěl o nauce vaibhášiků, načež ze svého vyprávění sestavil dílo o šesti stech verších, které nazval Abhidharmakóša. Toto dílo se dotýká devíti základních témat a představuje přechod od hínajánové nauce k mahájáně.

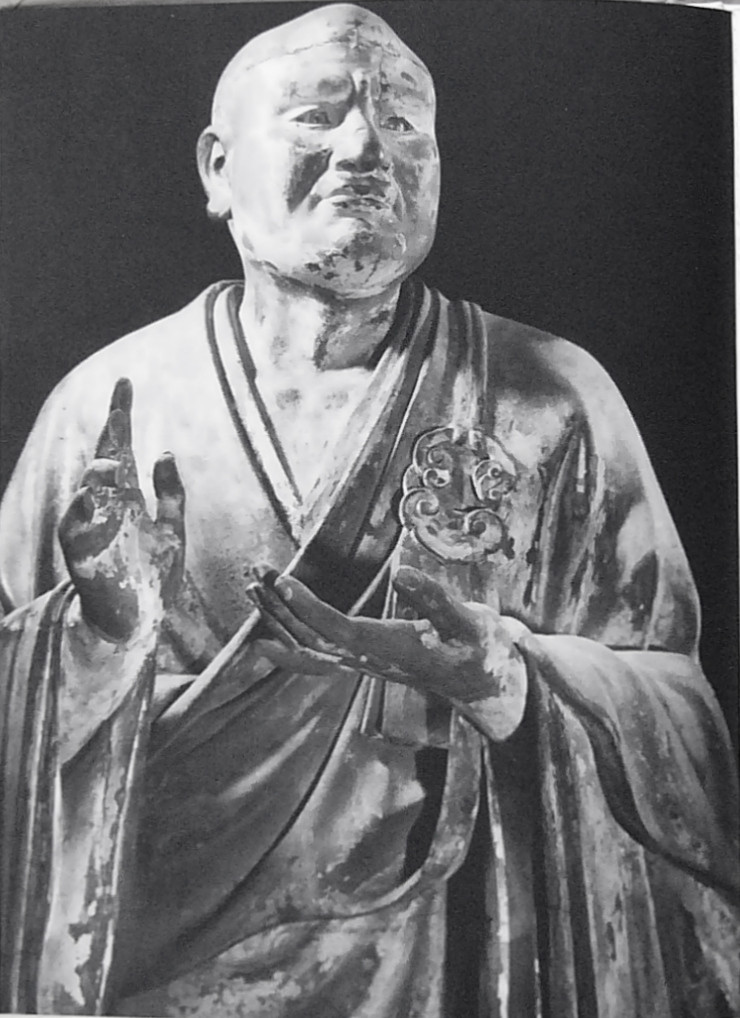
Japonská dřevěná socha Vasubandhua z období Nara

Abhidharmakóša se zabývá především dharmami, což jsou podle nauky vaibhášiků základní jednotky reality. Ty mohou být tělesného (resp. hmotného), ale i smyslového či zkušenostního charakteru. Sedmdesát pět dharm Vasubandhu rozdělil do pěti kategorií, jejichž koncept později přepracoval. V pozdějším období se Vasubandhu odklonil od učení vaibhášiků a přiklonil se k učení sautrántiků a začal kritizovat vaibhášské učení.
Když se podle tradičního podání zjevil Asangovi bódhisattva Maitréja, zjevil Asangovi učení, které se stalo základem jógáčáry. K tomuto učení se za nedlouho přiklonil i Vasubandhu a jeho další působení spadá do této oblasti. Napsal několik komentářů k bratrovým spisům i několik vlastních děl, které patří k základním spisům jógáčáry, především spis Vinšatiká a Trinšika.
Vasubandhu psal svá díla v sanskrtu, dochovaly se však i překlady jeho děl do čínštiny a tibetštiny. Do čínštiny některá jeho díla přeložil čínský poutník Süan-cang.

## Dvě osoby za jménem Vasubandhu
Dosud se vedou spory o to, zda se pod jménem Vasubandhu neskrývají dvě osoby. Tuto tezi zastávají badatelé jako Erich Frauwallner či Egon Bondy. Pokud se někdy hovoří o Vasubandhovi jakožto o dvou osobách, většinou se označují jako Vasubandhu mladší a Vasubandhu starší. Vasubandhovi mladšímu (zhruba 400–480) se pak připisuje autorství Abhidharmakóši a bývá považován za představitele sarvástiváda. Vasubandhu starší (zhruba 320–380) je pak v tomto pojetí nevlastní bratr Asangy, komentátor jeho spisů a spoluzakladatel jógáčary.

## Vybraná díla
- Abhidharmakóša
- Karmasiddhiprakarana

- Jógačárová literatura:
  - Vinšatiká
  - Trinšika

- Komentáře k dílům:
  - Diamantová sútra
  - Lotosová sútra
  - Dašabhúmica